# La Grange d’Arquien
Die La Grange d’Arquien (auch d’Arquian) waren eine Familie des französischen Adels.
Die Familie ist erstmals 1424 im Berry bezeugt; der Namensbestandteil d’Arquien bezieht sich auf die später geerbte Herrschaft Arquian im Nivernais und dient zur Unterscheidung von anderen Familien La Grange, mit denen keine Verwandtschaft besteht.
Die wichtigsten Angehörigen der Familie sind:
- François de La Grange d’Arquian (um 1554–1617), Marschall von Frankreich
- Henri Albert de La Grange d’Arquien (1613–1707), Marquis und Kardinal
- Marie Casimire Louise de la Grange d’Arquien (Maria Kazimiera Sobieska; 1641–1716), Königin von Polen und Großfürstin von Litauen

## Stammliste

### Bis zum Marschall
1. Jean de la Grange, 1424 im Berry bezeugt; ⚭ Marie[1]
  1. Jacques, testiert 1442
  2. Jean († vor 1491), Seigneur de Montigny, de Vesvres, de la Reculée, du Bas-Fouillois, du Chaumoy, des Barres et de Berchère; ⚭ Hélène de la Rivière (im Nivernais)
    1. Geoffroi, 1488/98 bezeugt, Seigneur de Montigny, de Vesvre etc.; ⚭ (Ehevertrag 20. Oktober 1474) Jeanne Guytois, Tochter von Robert Guytois, Seigneur de la Prebandière et d’Arquien en partie, und Marie de l’Age
      1. François, Seigneur de Montigny, 1518/45 bezeugt; ⚭ 20. Mai 1515 Jeanne de la Marche, Tochter von François de la Marche, Seigneur de Verny, und Marguerite d’Archiac
        1. Charles, Seigneur de Montigny, de Vesvres, du Bas-Fouillois et d’Arquien en partie, Gouverneur de La Charité-sur-Loire, testiert 1. April 1585; ⚭ (1) Louise de Rochechouart, Dame de Boiteaux, Tochter von Jacques de Rochechouart, Seigneur de Jars et de Bréviandes, und Louise d’Autry; ⚭ (2) Jeanne de Brichanteau, Tochter von Louis de Brichanteau, Seigneur de Saint-Martin-de-Nigelles
          1. (1) François (II.) († 9. September 1617), Seigneur de Montigny et de Séry, Marschall von Frankreich; ⚭ Gabrielle de Crevant, Tochter von Claude (II.) de Crevant, Seigneur de La Mothe et de Beauvais en Touraine, und Marguerite de Hallwin
            1. Aimé († 1. Juli 1590 auf Schloss Blois, 3 Jahre und 1 Monat alt)
            2. Henri Antoine, Seigneur de Montigny, Lieutenant-général im Gouvernement der Trois-Évêchés (Metz, Toul, Verdun); ⚭ 11. Oktober 1621 Marie le Cirier, Dame de Neufchelles, Tochter von Louis le Cirier, Seigneur de Neufchelles, und Marie d’Aubray
              1. Gabrielle; ⚭ (Ehevertrag 7. Februar 1644) Louis Châlon du Blé, Marquis d’Uxelles, Sohn von Jacques du Blé, Marquis d’Huxelles, und Claude Phélypeaux d’Herbaut

            3. Jacqueline († Mai 1632); ⚭ 4. Mai 1604 Honorat de Beauvilliers, Comte de Saint-Aignan, Baron de La Ferté-Hubert, Lieutenant-général im Gouvernement des Berry

          2. (1) Antoine († 9. Mai 1626), Seigneur d’Arquien, de Prie (bei Nevers), et d’Imphy, Gouverneur von Calais, Sancerre und Gien, Lieutenant Colonel des Régiment des Gardes françaises; ⚭ (1) Marie de Cambray, Dame de Soulangis, Tochter von Jean de Cambray, Seigneur de Villemenant, und Geneviève le Maréchal; ⚭ (2) Louise de La Châtre, Tochter von Claude de La Châtre, Baron de La Maisonfort, Marschall von Frankreich, und Jeanne Chabot-Jarnac; ⚭ (3) Anne d’Ancienville († 31. August 1650), Dame de Prie, Tochter von Louis d’Ancienville, Baron de Reveillon, Vicomte de Souilly, und Françoise de La Platière, Dame des Bordes und Baronne d’Époisses – Nachkommen siehe unten
          3. (1) Charles, Seigneur de Vesvre, Gouverneur von Vierzon, 1593 bezeugt; ⚭ (1) Renée de la Loë; ⚭ (2) Renée Chevalier, Tochter von Pierre Chevalier, Seigneur de la Chopiniére, und Paule Michel
            1. (2) Tochter; ⚭ Melchisedech de Rigault, Seigneur du Londel et d’Aigrefeuille
            2. (2) Catherine; ⚭ François de Maillé, Seigneur de Valesnes bei Tours

          4. (1) François († in Brouage)
          5. (1) Jean († 1577 bei der Belagerung von Issoire), Seigneur du Fouillois
          6. (1) Renée; ⚭ (Ehevertrag 8. Januar 1566) Marc de Contremoret, Seigneur de Marcilly
          7. (1) Françoise; ⚭ (1) Georges de la Chapelle, Seigneur d’Asnières; ⚭ (2) André de Tollet, Seigneur du Bois-Sir-Amé
          8. (2) Charles Étienne, Seigneur de Villedonné; ⚭ Isabel de la Chasque, Tochter von Charles de la Chasque, Seigneur de Domremy, und Isabel de la Haye, Dame de Curel – Nachkommen: die Herren von Villedonné
          9. (2) François, 15. März 1604 Abt von Font-Morigny
          10. (2) Prégente und Marguerite, nacheinander Äbtissinnen von Charenton
          11. (2) Guyonne; ⚭ Claude de Clèves, Seigneur d’Alligny et de Fontaines, Sohn von Louis bâtard de Clèves[2] und Marguerite de Sauzay

        2. François, Seigneur de Puvançon en Berry, 1553 bezeugt
        3. Anne; ⚭ 11. August 1529 Jean Patoufleau, Seigneur de Féez, Sohn von Jean Patoufleau, Seigneur de Vierzon, und Ragedonde de Gourges
        4. Aimée; ⚭ 10. Februar 1535 Pierre de Contremoret, Seigneur de Savoye

      2. Simon, genannt Guytois, 1517 bezeugt,  Seigneur d’Arquien en partie et de la Prebandière; ⚭ 1512 Jacqueline de la Porte de la Pesselière, Schwester von Jean de la Porte, Seigneur des Pesselières
        1. Claude und Gilbert, genannt Guytois, Seigneurs d‘Arquien

      3. Léonard, 1541 bezeugt, Kanoniker an der Sainte-Chapelle in Bourges
      4. Anne, 1521 bezeugt; ⚭ (1) Charles du Mesnil-Simon, Seigneur de Beaujeu, Pannetier du Roi († vor 1521); ⚭ (2) Jean Troussebois, Seigneur de Fay et de Lormet
      5. Jeanne; ⚭ 1516 Pierre d’Assigny, Seigneur de La Motte-Jarry bei Bléneau, 1521 bezeugt

    2. Jean (X 6. Juli 1495 in der Schlacht bei Fornovo), Seigneur de Vieux-Chastel, de Roussillon, Lieutenant-général der Artillerie, Bailli von Auxonne; ⚭ Claude Robot, 1498 bezeugt, Tochter von NN Robot, Maire d’Auxonne – Nachkommen: die Herren von Vieux-Château

  3. Tochter († vor 1498), ohne Nachkommen

### Die Familie des Kardinals und der Königin von Polen
1. Antoine († 9. Mai 1626), Seigneur d’Arquien, de Prie (bei Nevers), et d’Imphy, Gouverneur von Calais, Sancerre und Gien, Lieutenant Colonel des Régiment des Gardes françaises; ⚭ (1) Marie de Cambray, Dame de Soulangis, Tochter von Jean de Cambray, Seigneur de Villemenant, und Geneviève le Maréchal; ⚭ (2) Louise de La Châtre, Tochter von Claude de La Châtre, Baron de La Maisonfort, Marschall von Frankreich, und Jeanne Chabot-Jarnac; ⚭ (3) Anne d’Ancienville († 31. August 1650), Dame de Prie, Tochter von Louis d’Ancienville, Baron de Reveillon, Vicomte de Souilly, und Françoise de La Platière, Dame des Bordes und Baronne d’Époisses – Vorfahren siehe oben
  1. (1) Jean Jacques, Vicomte de Soulangis, Seigneur d’Arquien et de Bréviandes, 1610 Gouverneur von Calais; ⚭ (1) Gabrielle de Rochechouart, Dame de Bréviandes, Tochter von Guy de Rochechouart, Seigneur de Châtillon-le-Roi et de Bréviande, und Gabrielle d’Allonville; ⚭ (2) Catherine d’Esterlin, Tochter von Antoine Esterlin, Seigneur de Pigny, und Anne Chastin
    1. Antoine, genannt le Comte d’Arquien, Vicomte de Soulangis, Premier Chambellan von Philippe de France, duc d’Orleáns; ⚭ (1) Charlotte Morand, Tochter von Thomas Morand, Witwe von Jean de Feidith, Seigneur de Charmond; ⚭ (2) Louise Charpentier, Tochter von Claude Charpentier, Seigneur de Moulineau, Sekretär des Königs, und Madelen Goussaut
      1. Paul François, genannt le Comte d’Arquien; ⚭ 12. April 1706 Lucrèce Jousselin-Melforts († 26. Juli 1717 in Saint-Aubin bei Étampes, 42 Jahre alt), Tochter von Robert Jousselin, Seigneur de Marigny, Première Dame d’Honneur von Marie Casimire de la Grange als verwitweter Königin von Polen
        1. Henri Louis (* 4. März 1707; † 2. Juli 1723 in Paris) Page de la Chambre du Roi
        2. Paul François (* 8. Juni 1708)
        3. Victor François Marie (* 16. März 1610; † jung)
        4. Marie Jeanne

      2. Jean Claude und Alexandre
      3. Marguerite Louise und Louise

    2. François, Marquis de Bréviandes, Seigneur de Prély, de la Bretauche et de Senan, Lieutenant Colonel im Régiment du Comte d’Arquien (sein Bruder), Erbe von François de Rochechouart, sein Onkel; ⚭ (1) Anne Brachet, Dame de Senan, de Forets et de Lugny, Tochter von Gilles Brachet, Seigneur de Villars und Marie de Puis; ⚭ (2) Marie le Roy, Dame de Poulangy
      1. (1) Lazare († jung)
      2. (1) Marie Anne († 25. Dezember 1721 in Senan), Dame de Senan; ⚭ (Ehevertrag 29. Januar 1693) Léon d’Assigny († Mai 1720), Seigneur de Charmoy, Lieutenant Colonel im Régiment de Talmont cavalerie
      3. (2) Catherine Françoise, Mademoiselle de Bréviandes

    3. (1) Jeanne; ⚭ (1) 17. Mai 1643 François de La Haye, Baron des Salles et de Curel; ⚭ (2) Jean Ferdinand Hennequin, Seigneur de Hellenencourt, Sohn von François Hennequin, genannt le Baron de Hennequin, und Louise de Fourny
    4. (2) Gilles, Seigneur de la Motte-Bacouel et de la Bretauche

  2. (1) Antoinette; ⚭ (1) Antoine Puchot, Seigneur de Gerponvile; ⚭ (2) Pierre Bouju, Seigneur de Bosc-le-Borgne près Rouen
  3. (1) Aimée; ⚭ (1) Louis d’Assigny, Seigneur du Pont-Marquis; ⚭ (2) 25. April 1626 Gilles Brachet, Seigneur de Villars, de Senan, de Sugny et de Forêts
  4. (1) Marie; ⚭ 20. Oktober 1621 Arnaud de l’Ange, Seigneur de Château-Renaud, die Villemenant, Sohn von Philippe de l’Ange, Seigneur de Château-Renaud, de Villemenant et de la Tour-de-Chevenon, und Èléonore de l’Ange
  5. (3) Achille (* 1611), Comte de Maligny, Marquis d’Époisses; ⚭ Germaine Louise d’Ancienville, Dame des Bordes, seine Kusine, Tochter von Achille d’Ancienville, Vicomte des Bordes, Seigneurd’Époisses, und Madelene Bourgeois de Crespy
    1. Louis, März 1664 Page des Königs
    2. Louise, Marquis d’Èpoisses († 1667); ⚭ 21. Mai 1661 Guillaume de Peichpeyrou-de-Comminges, Comte de Guicaut, Ritter im Orden vom Heiligen Geist, Gouverneur von Châtillon-sur-Seine et des Îles de Saint-Honorat, Sohn von Louis de Peichpeirou et de Cominges, Seigneur de Guitault, und Jeanne d’Eigua-de-Saint-Martial, er heiratete in zweiter Ehe am 15. Oktober 1669 Elisabeth Antoinette de Verthamon
    3. Françoise, geistlich

  6. (3) Henri Albert (* 8. September 1613 in Calais; † 24. Mai 1707 in Rom), Marquis d’Arquien, Seigneur de Beaumont, de Prie, d’Inphy, Ritter im Orden vom Heiligen Geist, 1695 Kardinal; ⚭ (1) Françoise de La Châtre († 1672), Tochter von Baptiste de La Châtre, Seigneur de Breuillebault, und Gabrielle Lamy; ⚭ (2) 30. August 1673 Charlotte de la Fin-de-Salins († April 1692), Tochter von Philippe de la Fin-de-Salins, Seigneur de la Nocle, und Charlotte de Saint-Gelais, Dame de Bellefaye en Poitou Witwe von François du Tillet († 3. Januar 1673)
    1. (1) Anne Louis, Marquis d’Arquien, Comte de Maligny, Starost von Hiedresec
    2. (1) Louis (X 1672 bei der Belagerung von Orsoy), genannt le Chevalier d’Arquien
    3. (1) Marie Louise († 11. November 1728 in Paris, etwa 94 Jahre alt); ⚭ 20. Januar 1669 in Ruel François Gaston de Bethune, Marquis de Chabris, genannt le Marquis de Bethune, Ritter im Orden vom Heiligen Geist, Sohn von Hyppolite de Bethune, Comte de Selles, Ritter im Orden vom Heiligen Geist, und Anne Marie de Beauvilliers-Saint-Aignan
    4. (1) Marie Casimire (Maria Kazimiera Sobieska, † 30. Januar 1716 in Blois, 75 Jahre alt), Königin von Polen und Großfürstin von Litauen; ⚭ (1) Jan Sobiepan Zamoyski, Woiwode von Sandomir; ⚭ (2) 6. Juli 1665 Jan Sobieski, Großhetman der polnischen Krone, 20. Mai 1674 zum König von Polen gewählt
    5. (1) Jeanne, geistlich bei den Ursulinen in Nevers
    6. (1) Françoise, geistlich in der Abtei Saint-Laurent in Bourges
    7. (1) Marie Anne († 23. Juli 1735, 98 Jahre alt); ⚭ 19. Juni 1678 Jan Wielopolski, Großkanzler von Polen, 1686 außerordentlicher Botschafter in Frankreich († in der Nacht vom 14. auf den 15. Februar 1688)